# جيوفري سيمون
جيوفري سيمون (بالإنجليزية: Geoffrey Simon)‏ هو موزع أسترالي، ولد في 3 يوليو 1946.

## وصلات خارجية
- جيوفري سيمون على موقع ميوزك برينز (الإنجليزية)
- جيوفري سيمون على موقع أول ميوزيك (الإنجليزية)
- جيوفري سيمون على موقع ديسكوغز (الإنجليزية)